# Shell Valley (Dakota Północna)
Shell Valley – jednostka osadnicza w Stanach Zjednoczonych, w stanie Dakota Północna, w hrabstwie Rolette.